# 70.ª División (Ejército Popular de la República)
La 70.ª División fue una de las divisiones que se crearon durante la guerra civil española para defender a la República. Durante su trayectoria perteneció al XVIII Cuerpo de Ejército durante la batalla de Teruel, al XXI Cuerpo de Ejército (desde el 5 de febrero de 1938) durante la ofensiva rebelde por el valle del Ebro y la campaña del Maestrazgo, y por último al XXII Cuerpo de Ejército (desde el 4 de julio de 1938) durante la batalla de Valsequillo.

## Historial
La 70.ª División se formó el 23 de septiembre de 1937, pasando su periodo de instrucción por Almuradiel y Campo de Criptana. Estuvo formado inicialmente por las brigadas mixtas 92.ª y 95.ª, aunque también pertenecieron a ella las brigadas 32.ª, 79.ª, 94.ª y 132.ª.

### Batalla de Teruel
Al inicio de la ofensiva sobre Teruel el 15 de diciembre de 1937 estaba situada en reserva, pero pronto pasó a depender del XVIII Cuerpo de Ejército y a entrar en combate. A finales de diciembre está situada al oeste de Teruel, en el sector de la Muela, defendiendo los accesos a la ciudad frente la contraofensiva rebelde del 29 de diciembre. En un primer momento cedió antes el empuje de las divisiones 61.ª y 1.ª de Navarra, pero el 1 de enero en una contraofensiva consigue recuperar parte del terreno perdido. Poco después se la traslada a retaguardia, y tras la ofensiva del Alfambra, pasa a formar parte del XXI Cuerpo de Ejército en el sector de Vivel del Río. Entre los días 15 y 17 de febrero, junto a otras unidades de las divisiones republicanas 34.ª y 35.ª, presiona sobre Vivel del Río, siendo rechazada por las divisiones franquistas 4.ª y 108.ª.

### Ofensiva de Aragón
Cuando los sublevados inician su ataque por el valle del Ebro en marzo de 1938, la división se ve forzada a retroceder junto con el resto del XXI Cuerpo de Ejército hacia el sector de Ejulve a Rillo. Sufrió los primeros ataques, y tuvo que pasar pronto a la reserva por las pérdidas sufridas.

### Campaña del Maestrazgo
En abril se encuentra en Albocácer, en fase de recuperación. A principios de mayo la agrupación de divisiones del general rebelde García Valiño ataca desde la zona de Morella sobre La Iglesuela del Cid y Villafranca del Cid, ataque que debía de ser acompañado por otro realizado por la 4.ª División de Navarra sobre Ares del Maestre, sector defendido por la 70.ª división. Este último ataque se produjo el 18 de mayo el cual no solo fue rechazado sino que provocó un fuerte contraataque bajo un tiempo de viento, lluvia y granizo que causó grandes bajas y el fin de la ofensiva en dicho sector. Esta concentración del ataque rebelde hizo que se creara la Agrupación «Toral» el 11 de mayo, al mando de Nilamón Toral, y que la 70.ª división fuera mandada provisionalmente por el mayor José M. Jiménez. El 9 de junio, al haberse roto el frente republicano por la Iglesuela del Cid, la 70.ª división, muy quebrantada, se retira desde el sector de Albocácer a retaguardia para recuperarse.
La situación sin embargo es de crisis, y el día 11 de junio es utilizada sin éxito en un contraataque sobre la 4.ª División franquista que avanza sobre Borriol. Implicada en la defensa de Castellón, cubre el sector de San Juan de Moró, resistiendo fuertes ataques el día 13 de junio. Tras caer Castellón el 14 de junio se repliega tras el río Mijares, defendiendo los accesos a Burriana y Onda. Tras contener a los rebeldes en esta zona, la división pasó a reorganizarse en retaguardia y a depender del XXII Cuerpo de Ejército. Durante la ofensiva rebelde de junio sobre la línea XYZ, la 70.ª División permanece en reserva, preparada para contener rupturas enemigas. Con el inicio de la batalla del Ebro se finaliza la ofensiva de los sublevados sobre Valencia, pasando la división a disfrutar de un periodo de calma después de 8 meses de lucha.
En septiembre de 1938 participa junto a la 67.ª División y un par de brigadas en un intento de cortar la línea férrea de Teruel a Sagunto; tras el éxito inicial, los rebeldes recuperaron sus posiciones tras una lucha de 6 días. También interviene junto a otras divisiones en un ataque sobre Nules que se inicia el 7 de noviembre y finaliza cuatro días después. A pesar del apoyo blindado que tuvieron los republicanos y de su buena actuación, la ofensiva fue frenada sin muchos problemas.

### Batalla de Valsequillo
Participará también en la batalla de Valsequillo, última ofensiva republicana de la guerra civil española. Interviene desde el primer día de la ofensiva, el 5 de enero, en la segunda oleada, ocupando varias alturas. Cuando el día 6 intenta progresar, se encuentra con una fuerte resistencia que no puede vencer en Mano de Hierro y El Médico, impidiendo así ensanchar la zona de ruptura. En días posteriores intentará vencer esta resistencia atacando su retaguardia en Sierra Tejonera, pero también es detenido tras duros combates. La imposibilidad por parte republicana de agrandar el cuello de la bolsa hará fracasar la operación, que finaliza el 2 de febrero.

## Mandos
Comandantes
- mayor de milicias Nilamón Toral (23 de septiembre de 1937 al 7 de diciembre de 1938)
- mayor de milicias Tomás Centeno Sierra (7 de diciembre de 1938 al 21 de diciembre de 1938)
- comandante de infantería Miguel Gallo Martínez (21 de diciembre de 1938 al 5 de marzo de 1939)
- mayor de milicias Juan Arcas (5 de marzo de 1939 hasta su disolución en dicho mes)[1]

Comisarios
- Germán Fonseca Vázquez, del PSOE;[25]
- Luis Díez, del PCE;[26]

Jefes de Estado Mayor
- comandante de infantería Juan Jiménez Esteban;[27]

## Orden de batalla
| Fecha               | Cuerpo de Ejército adscrito | Brigadas Mixtas integradas | Frente de batalla |
| ------------------- | --------------------------- | -------------------------- | ----------------- |
| Noviembre de 1937   | XVIII Cuerpo de Ejército    | 95.ª y 92.ª                | Aragón            |
| Marzo-abril de 1938 | XXI Cuerpo de Ejército      | 32.ª, 92.ª y 132.ª         | Levante           |
| Agosto de 1938      | XXII Cuerpo de Ejército     | 32.ª, 79.ª y 92.ª          | Levante           |
| Noviembre de 1938   | XXII Cuerpo de Ejército     | 32.ª y 79.ª                | Levante           |
| Enero de 1939       | XXII Cuerpo de Ejército     | 32.ª, 79.ª y 92.ª          | Extremadura       |